# Октавіо Віаль
Октавіо Віаль (ісп. Octavio Vial, нар. 26 листопада 1918) — мексиканський футболіст, що грав на позиції нападника за клуб «Америка». По завершенні ігрової кар'єри — тренер.

## Ігрова кар'єра
У футболі дебютував 1940 року виступами за команду «Америка», кольори якої і захищав протягом усієї своєї кар'єри гравця. 

## Кар'єра тренера
Розпочав тренерську кар'єру невдовзі по завершенні кар'єри гравця, 1949 року, очоливши тренерський штаб команди «Америка», тренував команду з Мехіко три роки.
1950 року став головним тренером збірної Мексики з якою поїхав на ЧС-1950 але його підопічні програли всі три поєдинки — Бразилії (0-4), Югославії (1-4) і Швейцарії (1-2).
Наразі останнім місцем тренерської роботи був клуб «Америка», головним тренером команди якого Октавіо Віаль був з 1952 по 1955 рік.